# Acadiru Laran
Acadiru Laran ist eine osttimoresische Aldeia im Suco Sabuli (Verwaltungsamt Metinaro, Gemeinde Dili). 2015 lebten in der Aldeia 396 Menschen. Der Name „Acadiru Laran“ stammt aus der Landessprache Tetum und bedeutet „Inneres der Lontarpalme“.

## Geographie
Acadiru Laran bildet den Nordosten des Sucos Sabuli. Westlich befindet sich die Aldeia Behauc und südlich der Überlandstraße, die von der Landeshauptstadt Dili nach Manatuto führt, die Aldeias Sabuli und Behoquir. Im Osten grenzt Acadiru Laran an den Suco Wenunuc.
Während im Süden Metinaros Ortsteil Wenunuc und der Norden von Manuleu liegen, ist der Nordteil der Aldeia, hin zur Küste der Straße von Wetar von Bäumen geprägt. An der Küste selbst findet sich ein Mangrovenwald.

## Einrichtungen
An der Überlandstraße befinden sich das lokale Krankenhaus und die römisch-katholische Pfarrei von Metinaro mit der Kirche Nossa Senhora de Graça.